# DCエクステンデッド・ユニバース
DCエクステンデッド・ユニバース（英: DC Extended Universe）は、劇場向け映画を中心に様々な媒体で展開しているDCコミックス原作のフランチャイズ及びシェアード・ユニバース。略称は「DCEU」。2013年の開始から様々な評価を受けながら製作のトップを代えつつ展開し、最終的にはDCスタジオ主導の「DCユニバース」へ部分的にリブートとなった。

## 呼称
「DCエクステンデッド・ユニバース」という呼称は、2015年7月1日にエンターテインメント・ウィークリー誌のウェブサイトに掲載された記事を初出としており、本来は非公式なものである。しかし、2020年3月にDCコミックス社のジム・リーがシカゴ・コミック＆エンターテインメント・エキスポでこの呼称を用いり、2020年5月27日にはワーナーメディアの動画配信サービスであるHBO Maxでも用いられたため、実質的に公式化した。
DCエクステンデッド・ユニバースという呼称が広まる以前には、マーベル・シネマティック・ユニバースに倣った「DCシネマティック・ユニバース」(DC Cinematic Universe)という呼称が一部のマスメディアで用いられていた。
なお、DCコミックス社やワーナー・ブラザースはDCエクステンデッド・ユニバース以外にも様々な呼称をその時々で用いている。
2016年に放送されたDCコミックスの新作映画を告知するThe CWの特番『Dawn of the Justice League』では、司会のジェフ・ジョーンズとケヴィン・スミスが「ジャスティス・リーグ・ユニバース」(Justice League Universe)という呼称を用いた。
2018年には、サンディエゴ・コミコンでのDCコミックスの新作映画の告知の場において「ワールズ・オブ・DCへようこそ」という言葉が使われたことを受けて、一部のマスメディアが「ワールズ・オブ・DC」(Worlds of DC)という呼称に定められたと解釈した。
2022年には、ジェームズ・ガンとピーター・サフランがDCスタジオの代表に就任することについて、ワーナー・ブラザース・ディスカバリーのCEOのデヴィッド・ザスラフが「DCは世界で最も面白く、パワフルで、象徴的なキャラクターを擁している。ジェームズとピーターという唯一無二で補完し合う才能を持つ二人が、当社の世界クラスのチームに加わり、歴史あるDCユニバースのクリエイティブ・ディレクションを担うことに感激している」と、ワーナーの幹部のマイケル・デ・ルカ並びにパメラ・アルディが「ジェームズ・ガンとピーター・サフランがチームに加わり、DCユニバースの統括を担うことにこの上ないほど興奮している」と声明したことを受けて、一部のマスメディアが「DCユニバース」(DC Universe)という呼称に定められたと解釈した。しかし、実際には「DCユニバース」とはDCスタジオによる新たなDCフランチャイズ計画の呼称であった。
日本においては、一部の映画作品のパンフレットなどで「DCフィルムズ・ユニバース」(DC Films Universe / DCFU)という呼称が用いられている。

## 沿革

### 初期構想
本来はシェアード・ユニバースとしては構想されておらず、DCコミックス最大のスーパーヒーローチームであるジャスティス・リーグの実写映画化シリーズとして、『マン・オブ・スティール』『バットマン vs スーパーマン ジャスティスの誕生』『ジャスティス・リーグ パート1』『ジャスティス・リーグ パート2』『ジャスティス・リーグ 完結編』の計5作が構想されていた。
上記の構想に『スーサイド・スクワッド』などの外伝的な作品が加わり、シェアード・ユニバースの形となった。

### DCフィルムズの設立
2016年5月、『バットマン vs スーパーマン ジャスティスの誕生』が賛否分かれる評価になったことを受けて、ワーナー・ブラザースはDCエクステンデッド・ユニバースの評価を安定させるべくDCフィルムズを設立、その共同運営者にジョン・バーグとジェフ・ジョーンズを任命した。

### ユニバースを重視しない方針への転換
フランチャイズ全体で3作目にあたる『スーサイド・スクワッド』まで厳しい評価を下される傾向にあったDCエクステンデッド・ユニバースだが、他の作品との繋がりが薄い4作目の『ワンダーウーマン』がそれまでと一変して高い評価を得たことで、DCコミックス社は2017年9月、今後は作品と作品を繋げることを重視せず、作品単体のクオリティを重視していく方針転換を明らかにした。
2018年1月、『ジャスティス・リーグ』が過去最低の興行収入を記録したことを受けて、ワーナー・ブラザースはDCフィルムズを再編、新社長にウォルター・ハマダを任命した。
その後、2018年12月に公開した『アクアマン』は過去最高の興行収入を記録。また、DCエクステンデッド・ユニバースに含まれないDCコミックス原作の映画『ジョーカー』も製作され、2019年10月の公開後、高い評価を得た。
一方、『ジャスティス・リーグ』の続編は、もともと2019年6月14日に公開予定だったが、2016年頃にブルース・ウェイン／バットマン役のベン・アフレックが主演・監督・脚本を務める『THE BATMAN』の製作に合わせて製作延期となった後、そのまま製作未定の状態となった。なお、ベン・アフレックは2017年頃に『THE BATMAN』の監督から降り、2019年2月にブルース・ウェイン／バットマン役からも降りたことを明かした。『THE BATMAN』の監督・脚本はマット・リーヴスに引き継がれ、新たなブルース・ウェイン／バットマン役としてロバート・パティンソンが選ばれた。

### マルチバース化
2020年1月、ワーナー・ブラザースは、様々なDCコミックス作品の世界が並行世界としてマルチバースの中で繋がるアローバースのクロスオーバー・イベント『クライシス・オン・インフィニット・アース』に、エズラ・ミラー演じるDCエクステンデッド・ユニバース版のバリー・アレン／フラッシュを登場させた。このアローバースとのクロスオーバーは、エズラ・ミラー主演の映画『ザ・フラッシュ』の製作過程で発案されたもので、DCエクステンデッド・ユニバースをアローバースから発展したマルチバースに組み込む契機となった。
ウォルター・ハマダは上記のことについて、以前からあったテレビと映画の分断（「アローバース#製作」を参照）を踏まえた上で、「より多くのクロスオーバーをする為の扉を開くもの」と説明し、「マルチバースの考えを受け入れ、テレビにも映画にもフラッシュがいるという事実を認める。どちらかを選ぶ必要はなく、どちらもマルチバース内に存在している。今後はこのようなことが増えると思う」と述べた。
2020年8月、映画『ザ・フラッシュ』には複数のバットマンが登場することが明らかとなった。演じるのは、一度は役を降りたベン・アフレックと、1989年公開の映画『バットマン』でブルース・ウェイン／バットマン役だったマイケル・キートンである。『ザ・フラッシュ』は映画におけるマルチバース展開の起点となり、ホアキン・フェニックス主演の『ジョーカー』やロバート・パティンソン主演の『THE BATMAN-ザ・バットマン-』は異なる世界の物語と設定される。

### 『バットガール』のお蔵入り
2022年4月、ワーナーメディアがAT&Tから分離し、ディスカバリーと統合、ワーナー・ブラザース・ディスカバリーが設立された。そして、CEOのデヴィッド・ザスラフが企業改革に乗り出し、その一環として2022年8月、完成間近だった映画『バットガール』をお蔵入りにした。
この出来事を受け、DCフィルムズの社長としてDCエクステンデッド・ユニバースの製作を統括してきたウォルター・ハマダが2022年10月をもって退職した。

### DCスタジオの設立
2022年11月、ワーナー・ブラザース・ディスカバリーはDCフィルムズに代わる「DCスタジオ」を設立、その共同会長兼CEOにジェームズ・ガンとピーター・サフランを任命した。ガンはクリエイティブ面で、サフランはビジネス面・プロダクション面で、以後4年間のDCコミックスの映画・TVシリーズ・アニメーションの製作を統括する。

### DCユニバースへのリブート
2023年1月、DCスタジオは映画『マン・オブ・スティール』以来ヘンリー・カヴィルが演じてきたスーパーマンとは別の新たなスーパーマンを主軸とするDCフランチャイズ「DCユニバース」の計画を正式に発表、DCエクステンデッド・ユニバースはDCユニバースへと部分的にリブートされることとなった。

## 映画
| #                                | 作品名 | 公開日                                                 | 監督                        | 脚本 | 上映時間 |
| -------------------------------- | --- | ------------------------------------------------------ | --------------------------- | --- | -------- |
| 1                                | マン・オブ・スティール Man of Steel                                                                               | 2013年6月14日 2013年8月30日                            | ザック・スナイダー          | デヴィッド・S・ゴイヤー（脚本・共同ストーリー） クリストファー・ノーラン（共同ストーリー）                 | 143分    |
| 2                                | バットマン vs スーパーマン ジャスティスの誕生 Batman v. Superman: Dawn of Justice                                 | 2016年3月25日                                          | ザック・スナイダー          | クリス・テリオ デヴィッド・S・ゴイヤー                                                                     | 152分    |
| 3                                | スーサイド・スクワッド Suicide Squad                                                                              | 2016年8月5日 2016年9月10日                             | デヴィッド・エアー          | デヴィッド・エアー                                                                                         | 123分    |
| 4                                | ワンダーウーマン Wonder Woman                                                                                     | 2017年6月2日 2017年8月25日                             | パティ・ジェンキンス        | アラン・ハインバーグ                                                                                       | 141分    |
| 5                                | ジャスティス・リーグ Justice League                                                                               | 2017年11月17日 2017年11月23日                          | ザック・スナイダー          | クリス・テリオ ジョス・ウェドン                                                                            | 120分    |
| 6                                | アクアマン Aquaman                                                                                                | 2018年12月21日 2019年2月8日                            | ジェームズ・ワン            | デヴィッド・レスリー・ジョンソン ウィル・ビール                                                            | 143分    |
| 7                                | シャザム! Shazam!                                                                                                 | 2019年4月5日 2019年4月19日                             | デヴィッド・F・サンドバーグ | ヘンリー・ガイデン（脚本） ダーレン・レムケ（ストーリー）                                                  | 132分    |
| 8                                | ハーレイ・クインの華麗なる覚醒 BIRDS OF PREY Birds of Prey (and the Fantabulous Emancipation of One Harley Quinn) | 2020年2月7日 2020年3月20日                             | キャシー・ヤン              | クリスティーナ・ホドソン                                                                                   | 109分    |
| 9                                | ワンダーウーマン 1984 Wonder Woman 1984                                                                           | 2020年12月25日 2020年12月18日                          | パティ・ジェンキンス        | パティ・ジェンキンス ジェフ・ジョーンズ                                                                    | 151分    |
| 5 (DC)                           | ジャスティス・リーグ:ザック・スナイダーカット Zack Snyder's Justice League                                        | 2021年3月18日（HBO Max） 2021年5月26日（デジタル配信） | ザック・スナイダー          | クリス・テリオ                                                                                             | 242分    |
| 10                               | ザ・スーサイド・スクワッド “極”悪党、集結 The Suicide Squad                                                       | 2021年8月6日 2021年8月13日                             | ジェームズ・ガン            | ジェームズ・ガン                                                                                           | 132分    |
| 11                               | ブラックアダム Black Adam                                                                                         | 2022年10月21日 2022年12月2日                           | ジャウム・コレット＝セラ    | アダム・スティキエル                                                                                       | 124分    |
| 「DCユニバース」計画の枠内で公開 | |                                                        |                             | |          |
| 12                               | シャザム!〜神々の怒り〜 Shazam!: Fury of the Gods                                                                 | 2023年3月17日                                          | デヴィッド・F・サンドバーグ | ヘンリー・ガイデン                                                                                         | 130分    |
| 13                               | ザ・フラッシュ The Flash                                                                                          | 2023年6月16日                                          | アンディ・ムスキエティ      | クリスティーナ・ハドソン                                                                                   | 144分    |
| 14                               | ブルービートル Blue Beetle                                                                                        | 2023年8月18日 2023年11月29日（デジタル配信）           | アンヘル・マヌエル・ソト    | ガレス・ダンネット＝アルコセル                                                                             | 127分    |
| 15                               | アクアマン/失われた王国 Aquaman and the Lost Kingdom                                                              | 2023年12月20日 2024年1月12日                           | ジェームズ・ワン            | デヴィッド・レスリー・ジョンソン（脚本） ジェイソン・モモア デヴィッド・レスリー・ジョンソン（ストーリー） | 124分    |

### マン・オブ・スティール（2013年）

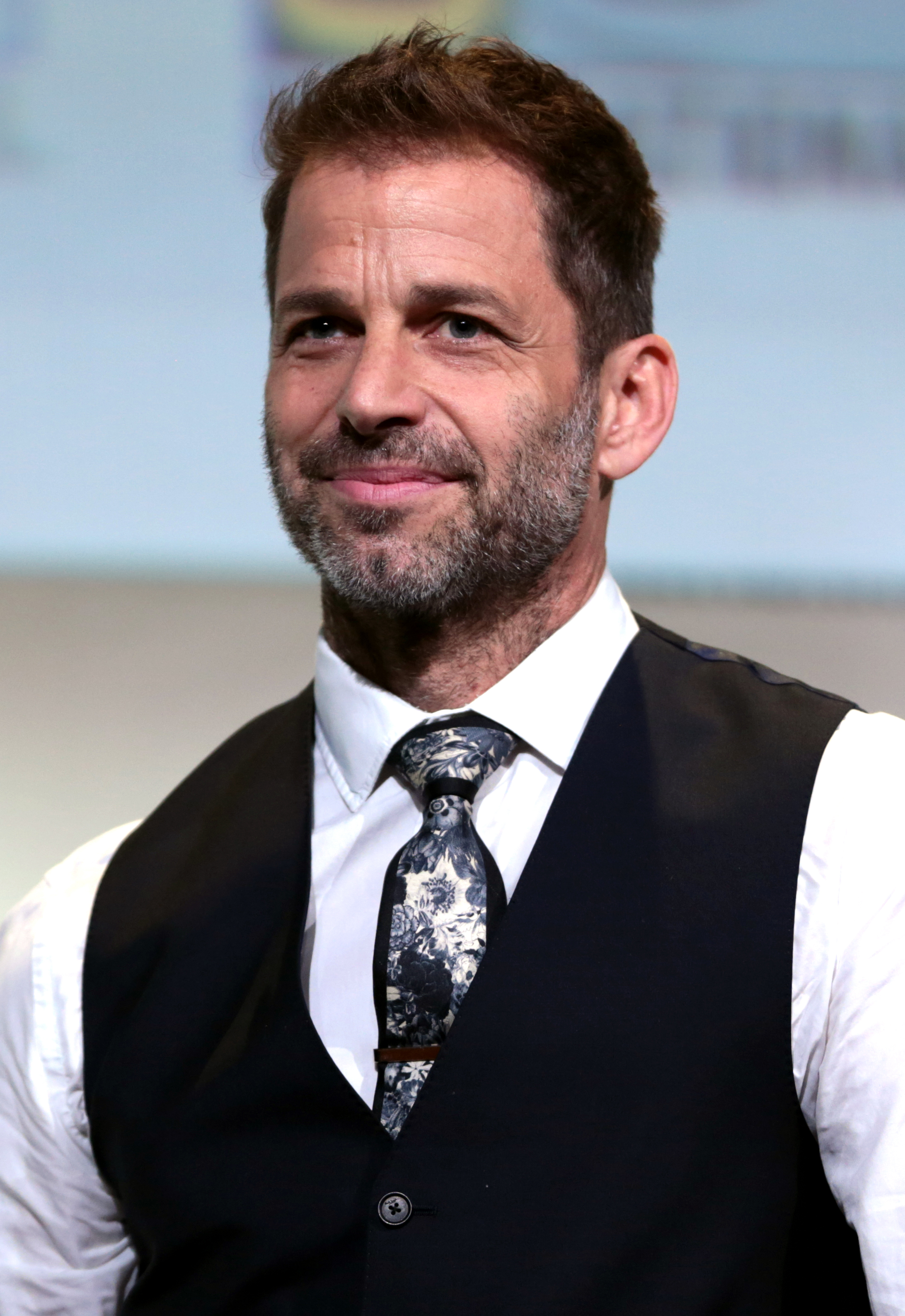
ザック・スナイダー『マン・オブ・スティール』、『バットマン vs スーパーマン ジャスティスの誕生』の監督、『ジャスティス・リーグ』の共同脚本・監督。

あらすじ：数年前にクリプトン星から幼児として地球にやってきたカル・エル／クラーク・ケントは、なぜ自分が地球に送られたのかと悩む。養父母であるジョナサン・ケントとマーサ・ケントに育てられたクラークは、"スーパーマン "という人格を手に入れ、自分の能力が平和を維持するためのものなのか、それとも世界を征服するためのものなのかを学んでいく。
『ダークナイト ライジング』（2012年）のストーリーについて話し合っているときに、デヴィッド・S・ゴイヤーはクリストファー・ノーランに、現代的な文脈でスーパーマンを表現する方法についてのアイデアを伝えた。 ゴイヤーのコンセプトに感銘を受けたノーランは、スタジオにこのアイデアを売り込み、ノーランは『ダークナイト』（2008年）の経済的・批評的な成功に基づいて、ノーランを製作に、ゴイヤーを脚本に採用した。
2010年10月、ザック・スナイダーがこの映画の監督として採用された。
2011年1月、クラーク・ケント／スーパーマン役にヘンリー・カヴィルが起用された。他には、ロイス・レイン役にエイミー・アダムス、ヴィランのゾッド将軍役にマイケル・シャノン、マーサ・ケント役にダイアン・レイン、ジョナサン・ケント役にケビン・コスナー、ジョー゠エル役にラッセル・クロウ、ペリー・ホワイト役にローレンス・フィッシュバーンが起用された。
2011年8月1日に主な撮影が開始された。
2013年6月14日に北米で、8月30日に日本で公開された。

### バットマン vs スーパーマン ジャスティスの誕生（2016年）
あらすじ：ゴッサム・シティを拠点とする自警団のバットマンは、スーパーマンを野放しにしておくとどうなるかを危惧し、スーパーマンに先制攻撃を仕掛けるためにメトロポリスに向かうが、その一方で、人類を脅かす別の脅威が発生する。
2013年6月、ワーナー・ブラザースが急ピッチで進めている『マン・オブ・スティール』の続編に、スナイダーとゴイヤーが復帰することが報じられ、ノーランは製作総指揮として顧問的な立場で関わっていた。
7月に開催されたサンディエゴ・コミコンで、ワーナー・ブラザースは、『マン・オブ・スティール』の続編であり、バットマン映画シリーズのリブートとなる本作で、スーパーマンとバットマンが映画を舞台に初めて合流することを発表した。スナイダー監督によると、本作はコミック『ダークナイト・リターンズ』からインスピレーションを得ている。カヴィル、アダムス、レイン、フィッシュバーンが再出演した。
8月には、ベン・アフレックがブルース・ウェイン／バットマン役に起用された。
12月には、ガル・ガドットがダイアナ・プリンス／ワンダーウーマン役に起用され、実写の劇場映画に初登場した。
同月末には、ゴイヤーの脚本を書き直すためにクリス・テリオが採用された。
2014年1月、本作は「ストーリーの複雑な映像的性質を考慮して、自分たちのビジョンを完全に実現するための時間」を確保するために、2015年7月17日の公開予定を2016年5月6日に延期した。
同月末には、ジェシー・アイゼンバーグとジェレミー・アイアンズが、それぞれレックス・ルーサーとアルフレッド・ペニーワース役でキャストに加わった。
2014年5月には、本作のタイトルが『Batman v Superman: Dawn of Justice』であることが明らかになった。
最初の撮影は、2013年10月19日にイースト・ロサンゼルス・カレッジで行われ、その後、2014年5月21日にデトロイトで本格的なプリンシパルフォトグラフィーが開始された。また、イリノイ州、ニューメキシコ州、アフリカ、南太平洋でも制作が行われた。
2016年3月25日に北米、日本で公開された。

### スーサイド・スクワッド（2016年）
あらすじ：スーパーマンの死後、秘密の政府機関は、収監されているスーパーヴィランたちを求人し、危険なブラックオプスミッションを実行させ、強力な脅威から世界を救うために、恩赦と引き換えにする。
DCEUの開発に先立つ2009年2月、ワーナー・ブラザースは「スーサイド・スクワッド」映画の開発を進めており、ダン・リンが製作、ジャスティン・マークスが脚本を担当していた。
2014年10月、『スーサイド・スクワッド』がワーナー・ブラザースから発表された。監督にはデヴィッド・エアーが決定した。
12月には、エアーが脚本も担当することが明らかになった。
メインキャストには、デッドショット役のウィル・スミス、ハーレイ・クイン役のマーゴット・ロビー、ジョーカー役のジャレッド・レト、キャプテン・ブーメラン役のジェイ・コートニー、エル・ディアブロ役のジェイ・ヘルナンデス、キラークロック役のアドウェール・アキノエ＝アグバエ、カタナ役の福原かれん、エンチャントレス役のカーラ・デルヴィーニュ、アマンダ・ウォーラー役のヴィオラ・デイヴィスらが名を連ねた。
2015年4月13日に撮影が開始され、トロント周辺で撮影が行われた。撮影は2015年8月28日に終了した。
『スーサイド・スクワッド』は、よりシリアスな『バットマン vs スーパーマン』が興行的にも批評的にも失敗したことを受けて、本作の予告編に似た、より軽快でコメディ的な要素を与えるために再撮影が行われた。
2016年8月5日に北米で、9月10日に日本で公開された。

### ワンダーウーマン（2017年）
あらすじ：セミッシラのダイアナは、アマゾネスの戦士であり、また神ゼウスの半女神の娘でもある。彼女は第一次世界大戦中に人類を助けるためにその才能と能力を発揮する。
2013年12月、ガル・ガドットがダイアナ・プリンス／ワンダーウーマン役に起用され、単独作品を含む3本の映画契約を結んだ。
2014年10月、『ワンダーウーマン』がワーナー・ブラザースから発表された。
11月には、ジェイソン・フュークスの脚本からミシェル・マクラーレンが監督を務めることが決定した。
2015年4月、マクラーレンは創造性の違いからプロジェクトを離脱した。
同月末には、パティ・ジェンキンスが新監督として発表された。
7月には、スティーブ・トレバー役にクリス・パインがキャスティングされた。その他にヒッポリタ女王役のコニー・ニールセン、アンティオペ将軍役のロビン・ライト、エーリヒ・ルーデンドルフ役のダニー・ヒューストン、ドクター・ポイズン役のエレナ・アナヤが起用された。 
撮影は2015年11月に開始され、イギリス、フランス、イタリアで撮影された。
2017年6月2日に北米で、8月25日に日本で公開された。

### ジャスティス・リーグ（2017年）
あらすじ：スーパーマンがドゥームズデイに殺されたことに突き動かされたバットマンとワンダーウーマンは、地球上に散らばる3つのマザー・ボックスを求めているステッペンウルフの脅威を阻止するため、超人チームを結成する。
2013年6月、『マン・オブ・スティール』で結んだ3作品の契約の一環として、ゴイヤーが『ジャスティス・リーグ』を執筆することが報じられた。
2014年4月、スナイダーが監督として復帰することが発表された。
10月に『ジャスティス・リーグ パート1（Justice League Part One）』として発表された。
2016年3月、クリス・テリオが脚本を書いていることが確認され、彼は本作が『バットマン vs スーパーマン』ほどトーン的に暗くならないだろうと語った。
6月、ジェフ・ジョーンズはタイトルを単に『ジャスティス・リーグ』に変更したことを発表した。
アフレック、カヴィル、ガドット、モモア、ミラー、フィッシャー、アイアンズ、レーン、アダムス、アイゼンバーグ、ニールセン、ライト、モートンは前作からそれぞれの役を再演した。キアラン・ハインズがステッペンウルフの声とパフォーマンス・キャプチャーを提供している。
2016年4月11日から、イギリスのワーナー・ブラザース・スタジオをはじめ、ロンドン周辺やアイスランドのロケーションで撮影が行われた。撮影は2016年10月に終了した。
2017年5月、スナイダーは娘の死を理由に本作の職務から退き、ジョス・ウェドンがポストプロダクションの職に就き、追加のシーンは彼が脚本と監督を担当した。ウェドンはポストプロダクションの監督としての役割を正式にはクレジットされていないものの、本作の脚本家としてクレジットされるだけの追加作業を終えた。
2017年11月17日に全世界で、23日に日本で公開された。

### アクアマン（2018年）
あらすじ：アトランティス人とのハーフである灯台守補佐のアーサー・カリーは、水面下の7つの王国を統合して地上の世界に対抗しようとする異母兄のオーム王に対抗して、水面下の王国アトランティスを導くために出発する。
2014年6月、ジェイソン・モモアがアーサー・カレー／アクアマン役にキャスティングされた。8月までに、ウィル・ビールとカート・ジョンスタッドが、このキャラクターの単独映画のために競合する脚本を執筆していた。
『アクアマン』は10月に発表された。2015年6月、ジェームズ・ワンが監督として採用されるとともに、ジョンスタッドによる脚本を監督することとなった。
2015年11月、デヴィッド・レスリー・ジョンソンが新しい脚本を書くために雇われた。
2016年7月、ワンとジェフ・ジョーンズによるストーリー処理に基づいて、ビールが脚本を書くために戻ってきた。ジョンソンは、ワンと製作のピーター・サフランと共に、ビールの脚本の書き直しに取り組んだ。
2016年12月、パトリック・ウィルソンがアクアマンの異母兄で本作の主な敵役であるオーム／オーシャンマスター役にキャスティングされた。
2017年1月、ヤーヤ・アブドゥル＝マティーン2世がヴィランのブラックマンタ役にキャスティングされた。ハードは『ジャスティス・リーグ』のメラ役を再演した他、ヌイディス・ヴルコ役のウィレム・デフォー、アクアマンの父トム・カレー役のテムエラ・モリソン、アクアマンの母アトランナ女王役のニコール・キッドマン、ネレウス王役のドルフ・ラングレンがキャスティングされた。
主な撮影は、2017年5月2日にオーストラリアのクイーンズランド州で開始され、2017年10月21日に終了した。
2018年12月21日に北米で公開され、2019年2月8日に日本で公開された。

### ジャスティス・リーグ:ザック・スナイダーカット（2021年）
2017年11月に公開した『ジャスティス・リーグ』は、制作の難航や監督の変更などによって、本来の監督であるザック・スナイダーが構想したものとは大きく異なる内容だった。この事実はファンダムに、本来の構想通りの『ジャスティス・リーグ』、通称『スナイダー・カット』の製作を求める署名運動を巻き起こした。

そして、2020年に正式に『スナイダー・カット』の製作が決定し、2021年3月18日に『ジャスティス・リーグ:ザック・スナイダーカット』として日本と中国を除く世界各国で配信された。

## テレビシリーズ
| # | 作品名                    | シーズン | 北米 配信開始日 | 日本 配信開始日 | 配信           | ショーランナー   | 備考 |
| - | ------------------------- | -------- | --------------- | --------------- | -------------- | ---------------- | ---- |
| 1 | ピースメイカー Peacemaker | 1        | 2022年1月       | 2022年4月15日   | HBO Max U-NEXT | ジェームズ・ガン |      |

### ピースメイカー（2022年）
2020年9月、HBO Max配信作品として、『ザ・スーサイド・スクワッド “極”悪党、集結』の登場人物であるピースメイカー（演：ジョン・シナ）のスピンオフ作品『ピースメイカー』が全8話で製作されることが報じられた。同作のエクゼクティブ・プロデューサーを務めるジェームズ・ガンは、同作以外にも『ザ・スーサイド・スクワッド』のスピンオフ作品を製作することに前向きであるという。

## 小説
| タイトル                                        | 出版日        | 著者                     | 出版社                 |
| ----------------------------------------------- | ------------- | ------------------------ | ---------------------- |
| Man of Steel: The Early Years: Junior Novel     | 2013年4月30日 | フランク・ウィットマン   | ハーパーフェスティバル |
| Man of Steel: The Official Movie Novelization   | 2013年6月18日 | グレッグ・コックス       | タイタン・ブックス     |
| Batman v Superman: Dawn of Justice – Cross Fire | 2016年2月16日 | マイケル・コッゲ         | スカラスティック       |
| Suicide Squad: The Official Movie Novelization  | 2016年8月5日  | マーヴ・ウルフマン       | タイタン・ブックス     |
| Wonder Woman: The Junior Novel                  | 2017年5月30日 | スティーブ・コルテ       | ハーパーフェスティバル |
| Wonder Woman: The Official Movie Novelization   | 2017年6月6日  | ナンシー・ホールダー     | タイタン・ブックス     |
| Aquaman: The Junior Novel                       | 2018年11月6日 | ジム・マッキャン         | ハーパーコリンズ       |
| Aquaman: Arthur's Guide to Atlantis             | 2018年11月6日 | アレクサンドラ・ウェスト | ハーパーコリンズ       |
| Aquaman: Undertow                               | 2018年11月6日 | スティーブ・ベーリング   | ハーパーコリンズ       |
| Shazam!: Freddy's Guide to Super Hero-ing       | 2019年2月26日 | スティーブ・ベーリング   | ハーパーコリンズ       |
| Shazam!: The Junior Novel                       | 2019年2月26日 | カライオピー・グラス     | ハーパーコリンズ       |
| Wonder Woman 1984: The Junior Novel             | 2020年7月7日  | カライオピー・グラス     | ハーパーコリンズ       |

## DCEUでは公開されることのなかった作品
| 作品名                                           | 作品内容 | 状態 |
| ------------------------------------------------ | --- | --- |
| （『ジャスティス・リーグ』の続編）               | 映画『ジャスティス・リーグ』の続編映画。 | 計画段階のままDCEUが終了。 |
| Deadshot                                         | 映画『スーサイド・スクワッド』に登場したデッドショットの主役映画。 | 計画段階のままDCEUが終了。 |
| Gotham City Sirens                               | ハーレイ・クイン、ポイズン・アイビー、キャットウーマンによる「ゴッサム・シティ・サイレンズ」に基づく映画。                                                                                              | 計画段階のままDCEUが終了。 |
| NightWing                                        | バットマンの仲間である「ナイトウィング」に基づく映画。 監督はクリス・マッケイ、脚本はビル・ドゥビューク。                                                                                               | 計画段階のままDCEUが終了。 |
| Supergirl                                        | 「スーパーガール」に基づく映画。 脚本はオレン・ウジエル。 | 計画段階のままDCEUが終了。 |
| The Amazons                                      | 映画『ワンダーウーマン』に登場したアマゾン族の主役映画。 | 計画段階のままDCEUが終了。 |
| Green Lantern Corps                              | 「グリーンランタン」に基づく映画。 脚本はデヴィッド・S・ゴイヤー、ジャスティン・ローズ、ジェフ・ジョーンズ。                                                                                            | 計画段階のままDCEUが終了。 |
| Booster Gold                                     | 「ブースターゴールド」に基づく映画。 グレッグ・バーランティが製作する。脚本はザック・ステンツが手掛けるという話があった。                                                                               | 計画段階のままDCEUが終了。 |
| Black Canary                                     | 映画『ハーレイ・クインに華麗なる覚醒 BIRDS OF PREY』に登場したブラックキャナリーの主役映画。 脚本はミシャ・グリーン。                                                                                   | 計画段階のままDCEUが終了。 |
| Plastic Man                                      | 「プラスチック・マン」に基づく映画。 脚本はアマンダ・イドコが起用されていたが、2020年に新たにキャット・ヴァスコが起用され、女性中心の作品に作り直されると報じられた。                                   | 計画段階のままDCEUが終了。 |
| Hourman                                          | 「アワーマン」に基づく映画。 脚本はギャヴィン・ジェームズとニール・ワイドナー。 | 計画段階のままDCEUが終了。 |
| Lobo                                             | 「ロボ」に基づく映画。 監督はマイケル・ベイ、脚本はジェイソン・フックス。 ロボの実写化企画の話自体は2009年頃からあり、ドウェイン・ジョンソンがロボ役の候補に挙がったこともある。                        | 計画段階のままDCEUが終了。 |
| Black Hawk                                       | 「ブラックホーク」に基づく映画。 スティーブン・スピルバーグが製作し、デヴィッド・コープが脚本を手掛ける。                                                                                               | 計画段階のままDCEUが終了。 |
| Static Shock                                     | 「スタティック・ショック」に基づく映画。 マイケル・B・ジョーダンのアウトライアー・ソサエティ・プロダクションズとレジナルド・ハドリンが製作し、ランディ・マッキノンが脚本を手掛ける。                    | 計画段階のままDCEUが終了。 |
| （ヴァル＝ゾッドの主役TVシリーズ）               | アフリカ系スーパーマン「ヴァル＝ゾッド」に基づくHBO Max向けのTVシリーズ。 マイケル・B・ジョーダンのアウトライアー・ソサエティ・プロダクションズが製作し、Darnell MetayerとJosh Petersが脚本を手掛ける。 | 計画段階のままDCEUが終了。 |
| ザ・バットマン The Batman                        | ベン・アフレックが主演・監督・脚本を務めるDCEU版バットマンの主役映画。 | ベン・アフレックがプロジェクトから離脱し、『THE BATMAN-ザ・バットマン-』のプロジェクトへと変更。                                                                 |
| （ブラックマンタの主役映画）                     | 映画『アクアマン』に登場したブラックマンタの主役映画。 当初の報道ではブラックマンタではなく、トレンチのスピンオフとされていた。 脚本はノア・ガードナーとエイダン・フィッツジェラルド。                  | 2021年までに製作中止。 |
| バットガール Batgirl                             | 「バットガール」に基づくHBO Max向けの映画。 監督はアディル・エル・アルビ&ビラル・ファラー、脚本はクリスティーナ・ホドソン。                                                                             | Max配信間近だったが、ワーナー・ブラザース・ディスカバリーによって2022年にお蔵入り。                                                                              |
| ワンダー・ツインズ Wonder Twins                  | 「ワンダー・ツインズ」に基づくHBO Max向けの映画。 主演はKJ・アパとイザベル・メイ、監督・脚本はアダム・スティキエル。                                                                                    | 撮影開始を控えていたが、ワーナー・ブラザース・ディスカバリーによって2022年に製作中止。                                                                           |
| （『ワンダーウーマン1984』の続編）               | パティ・ジェンキンスによる『ワンダーウーマン』『ワンダーウーマン1984』に連なるワンダーウーマンの映画シリーズの第3作。                                                                                   | DCスタジオの構想にジェンキンスの脚本が適合せず、2022年に製作中止。                                                                                               |
| （『ブラックアダム』の続編）                     | ヘンリー・カヴィル版スーパーマンとの「スーパーマン vs ブラックアダム」の物語が構想されていた、映画『ブラックアダム』の続編。                                                                            | ドウェイン・ジョンソンとジェームズ・ガンの話し合いの末、構想は頓挫。ドウェイン・ジョンソン版ブラックアダム自体もDCユニバースのメインシリーズには組み込まれない。 |
| （バットマンの主役映画）                         | クリスティーナ・ホドソンが脚本を手掛けていたという、映画『ザ・フラッシュ』から続くマイケル・キートン版バットマンの主役映画。                                                                            | バットマン映画は『THE BATMAN-ザ・バットマン-』のシリーズに集中するというDCスタジオの意向の下、2022年に製作中止。                                                 |
| ジャスティス・リーグ・ダーク Justice League Dark | オカルト系ヒーローチーム「ジャスティス・リーグ・ダーク」に基づくHBO Max向けのTVシリーズ。 J・J・エイブラムスのバッド・ロボット・プロダクションズが製作する。                                            | 2022年のワーナー・ブラザース・ディスカバリー設立後に製作中止。                                                                                                   |
| コンスタンティン Constantine                     | 「コンスタンティン」に基づくHBO Max向けのTVシリーズで、上記の『ジャスティス・リーグ・ダーク』の関連作の一つ。 脚本はガイ・ボルトン。                                                                    | 2022年のワーナー・ブラザース・ディスカバリー設立後に製作中止。                                                                                                   |
| マダムX Madame X                                 | 「マダム・ザナドゥ」に基づくHBO Max向けのTVシリーズで、上記の『ジャスティス・リーグ・ダーク』の関連作の一つ。 脚本はアンジェラ・ロビンソン。                                                            | 2022年のワーナー・ブラザース・ディスカバリー設立後に製作中止。                                                                                                   |
| ザターナ Zatanna                                 | 「ザターナ」に基づくHBO Max向けの映画で、上記の『ジャスティス・リーグ・ダーク』の関連作の一つ。 脚本はエメラルド・フェネル。                                                                            | 2022年のワーナー・ブラザース・ディスカバリー設立後に製作中止。                                                                                                   |
| （スーパーマンの主役映画）                       | 新たなスーパーマンの長編映画。 J・J・エイブラムスのバッド・ロボット・プロダクションズが製作し、タナハシ・コーツが脚本を手掛ける。                                                                       | DCEUの終了後、DCユニバースの「DCエルスワールズ」に属す作品として製作される。                                                                                     |

## キャラクター
- レックス・ルーサー (DCエクステンデッド・ユニバース)

## 評価

### 興行成績
DCEUは、世界興行収入が56億ドルを超え、歴代の映画フランチャイズの中で11番目に高い興行収入を記録している。
映画『アクアマン』（2018年）は、全世界で11億5,000万ドル以上の興行収入を記録し、これまでのDCコミックス原作映画の中で最高の興行収入を記録した。
一方でDCEUは、全体的に様々な批評を受けている。
| 作品                                           | 米国公開日     | 興行収入       | 興行収入       | 興行収入       | 歴代ランキング | 歴代ランキング | 製作費        | 参照            |
| 作品                                           | 米国公開日     | 北米           | その他の地域   | 全世界         | 北米           | 全世界         | 製作費        | 参照            |
| ---------------------------------------------- | -------------- | -------------- | -------------- | -------------- | -------------- | -------------- | ------------- | --------------- |
| マン・オブ・スティール                         | 2013年6月14日  | $291,045,518   | $377,000,000   | $668,045,518   | 88             | 120            | $225 million  | [ 131 ]         |
| バットマン vs スーパーマン ジャスティスの誕生  | 2016年3月25日  | $330,360,194   | $543,274,725   | $873,634,919   | 58             | 60             | $250 million  | [ 132 ]         |
| スーサイド・スクワッド                         | 2016年8月5日   | $325,100,054   | $421,746,840   | $746,846,894   | 61             | 98             | $175 million  | [ 133 ]         |
| ワンダーウーマン                               | 2017年6月2日   | $412,563,408   | $409,283,604   | $821,847,012   | 25             | 73             | $149 million  | [ 134 ]         |
| ジャスティス・リーグ                           | 2017年11月17日 | $229,024,295   | $428,900,000   | $657,924,295   | 146            | 123            | $300 million  | [ 135 ]         |
| アクアマン                                     | 2018年12月21日 | $335,061,807   | $813,400,000   | $1,148,461,807 | 55             | 23             | $200 million  | [ 136 ]         |
| シャザム!                                      | 2019年4月5日   | $140,371,656   | $225,600,000   | $365,971,656   | 410            | 356            | $100 million  | [ 137 ]         |
| ハーレイ・クインの華麗なる覚醒 BIRDS OF PREY   | 2020年2月7日   | $84,158,461    | $117,700,000   | $201,858,461   | 919            | 814            | $85 million   | [ 138 ]         |
| ワンダーウーマン 1984                          | 2020年12月25日 | $46,534,027    | $120,000,000   | $166,534,027   | 1,894          | 1,031          | $200 million  | [ 139 ]         |
| ジャスティス・リーグ: ザック・スナイダーカット | 2021年3月18日  |                |                |                |                |                | $70 million   |                 |
| ザ・スーサイド・スクワッド “極”悪党、集結      | 2021年8月5日   | $50,743,867    | $92,100,000    | $142,843,867   | 1,793          | 1,233          | $185 million  | [ 140 ]         |
| ブラックアダム                                 | 2022年10月21日 |                |                |                |                |                | $195 million  |                 |
| 合計                                           |                | $2,244,963,287 | $3,549,029,248 | $5,793,992,535 | 11             | 10             | $1.94 billion | [ 141 ] [ 142 ] |

### レビュー
| 作品                                           | 批評家            | 批評家          | 一般観客    |
| 作品                                           | Rotten Tomatoes   | Metacritic      | CinemaScore |
| ---------------------------------------------- | ----------------- | --------------- | ----------- |
| マン・オブ・スティール                         | 56% (332レビュー) | 55 (47レビュー) | A−          |
| バットマン vs スーパーマン ジャスティスの誕生  | 28% (415レビュー) | 44 (51レビュー) | B           |
| スーサイド・スクワッド                         | 27% (370レビュー) | 40 (53レビュー) | B+          |
| ワンダーウーマン                               | 93% (445レビュー) | 76 (50レビュー) | A           |
| ジャスティス・リーグ                           | 40% (387レビュー) | 45 (52レビュー) | B+          |
| アクアマン                                     | 65% (385レビュー) | 55 (50レビュー) | A-          |
| シャザム!                                      | 90% (392レビュー) | 71 (53レビュー) | A           |
| ハーレイ・クインの華麗なる覚醒 BIRDS OF PREY   | 78% (387レビュー) | 60 (59レビュー) | B+          |
| ワンダーウーマン 1984                          | 59% (433レビュー) | 60 (57レビュー) | B+          |
| ジャスティス・リーグ: ザック・スナイダーカット | 71% (298レビュー) | 54 (45レビュー) |             |
| ザ・スーサイド・スクワッド “極”悪党、集結      | 91% (330レビュー) | 72 (53レビュー) | B+          |
| ブラックアダム                                 | 39% (276レビュー) | 41 (52レビュー) | B+          |

## 音楽

### サウンドトラック
| タイトル | 米国リリース日 | アーティスト                         | 時間                         | Label                          |
| --- | -------------- | ------------------------------------ | ---------------------------- | ------------------------------ |
| マン・オブ・スティール オリジナル・サウンドトラック Man of Steel: Original Motion Picture Soundtrack                                                   | 2013年6月11日  | ハンス・ジマー                       | 87:49 118:18（デラックス版） | ウォータータワー・ミュージック |
| 「バットマン vs スーパーマン」 ジャスティスの誕生 オリジナル・サウンドトラック Batman v Superman: Dawn of Justice (Original Motion Picture Soundtrack) | 2016年3月18日  | ハンス・ジマー ジャンキーXL          | 71:35 90:27（デラックス版）  | ウォータータワー・ミュージック |
| スーサイド・スクワッド:ザ・アルバム Suicide Squad: The Album                                                                                           | 2016年8月5日   | Various Artists                      | 50:57                        | アトランティック・レコード     |
| スーサイド・スクワッド・サウンドトラック Suicide Squad: Original Motion Picture Score                                                                  | 2016年8月5日   | スティーヴン・プライス               | 72:33 93:38（デジタル版）    | ウォータータワー・ミュージック |
| 「ワンダー・ウーマン」 オリジナル・サウンドトラック Wonder Woman: Original Motion Picture Soundtrack                                                   | 2017年6月2日   | ルパート・グレッグソン＝ウィリアムズ | 78:38                        | ウォータータワー・ミュージック |
| 「ジャスティス・リーグ」オリジナル・サウンドトラック サウンドトラック Justice League: Original Motion Picture Soundtrack                               | 2017年11月10日 | ダニー・エルフマン                   | 101:22                       | ウォータータワー・ミュージック |
| アクアマン Aquaman: Original Motion Picture Soundtrack                                                                                                 | 2018年12月21日 | ルパート・グレッグソン＝ウィリアムズ | 65:02 100:45（デラックス版） | ウォータータワー・ミュージック |
| シャザム！ Shazam!: Original Motion Picture Soundtrack                                                                                                 | 2019年4月5日   | ベンジャミン・ウォルフィッシュ       | 73:13                        | ウォータータワー・ミュージック |
| ハーレイ・クインの華麗なる覚醒 BIRDS OF PREY:ザ・アルバム Birds of Prey: The Album                                                                     | 2020年2月7日   | Various Artists                      | 42:52                        | アトランティック・レコード     |
| ハーレイ・クインの華麗なる覚醒 BIRDS OF PREY Birds of Prey: Original Motion Picture Score                                                              | 2020年2月14日  | ダニエル・ペンバートン               | 62:01                        | ウォータータワー・ミュージック |

### シングル
| タイトル                             | 米国リリース日 | アーティスト                                                                                            | 時間 | レーベル                       | 映画                         |
| ------------------------------------ | -------------- | --- | ---- | ------------------------------ | ---------------------------- |
| Heathens                             | 2016年6月16日  | トゥエンティ・ワン・パイロッツ                                                                          | 3:15 | アトランティック・レコード     | スーサイド・スクワッド       |
| Sucker for Pain                      | 2016年6月24日  | リル・ウェイン ウィズ・カリファ イマジン・ドラゴンズ ロジックタイ･ダラー･サイン feat. X・アンバサダーズ | 4:03 | アトランティック・レコード     | スーサイド・スクワッド       |
| Purple Lamborghini                   | 2016年7月22日  | スクリレックス リック・ロス                                                                             | 3:35 | アトランティック・レコード     | スーサイド・スクワッド       |
| Gangsta                              | 2016年8月1日   | ケラーニ                                                                                                | 2:57 | アトランティック・レコード     | スーサイド・スクワッド       |
| トゥー・ビー・ヒューマン To Be Human | 2017年5月25日  | シーア feat. ラブリンス                                                                                 | 4:01 | ウォータータワー・ミュージック | ワンダー・ウーマン           |
| カム・トゥゲザー Come Together       | 2017年9月8日   | ゲイリー・クラーク・ジュニア ジャンキーXL                                                               | 3:13 | ウォータータワー・ミュージック | ジャスティス・リーグ         |
| Everybody Knows                      | 2017年11月10日 | シグリッド                                                                                              | 4:26 | ウォータータワー・ミュージック | ジャスティス・リーグ         |
| Everything I Need                    | 2018年12月14日 | スカイラー・グレイ                                                                                      | 3:16 | ウォータータワー・ミュージック | アクアマン                   |
| Diamonds                             | 2020年1月10日  | ミーガン・ジー・スタリオン ノーマニ                                                                     | 3:19 | アトランティック・レコード     | ハーレイクインの華麗なる覚醒 |
| Joke's On You                        | 2020年1月17日  | シャーロット・ローレンス                                                                                | 3:04 | アトランティック・レコード     | ハーレイクインの華麗なる覚醒 |
| Boss Bitch                           | 2020年1月24日  | ドジャ・キャット                                                                                        | 2:14 | アトランティック・レコード     | ハーレイクインの華麗なる覚醒 |
| Sway With Me                         | 2020年1月31日  | サウィーティー GALXARA                                                                                  | 2:48 | アトランティック・レコード     | ハーレイクインの華麗なる覚醒 |
| Experiment On Me                     | 2020年2月7日   | ホールジー                                                                                              | 3:35 | アトランティック・レコード     | ハーレイクインの華麗なる覚醒 |
| Sway With Me (GALXARA Version)       | 2020年5月1日   | GALXARA                                                                                                 | 2:33 | アトランティック・レコード     | ハーレイクインの華麗なる覚醒 |